# Sony α560
Sony α560 (oznaczenie fabryczne DSLR-A560) – zaawansowana lustrzanka cyfrowa (ang. DSLR, Digital Single Lens Reflex Camera), produkowana przez japońską firmę Sony. Jeden z dwóch aparatów z serii α5xx zaprezentowanych w sierpniu 2010, ale w sprzedaży dostępny dopiero od marca 2011 roku. Posiada matrycę o rozdzielczości 14,2 megapikseli.
Jego bliźniaczym modelem jest Sony α580. Różni się od niego rozdzielczością matrycy (14,2 vs 16,2). Oba aparaty posiadają tryb automatycznego wykonywania zdjęć w HDR (ang. High Dynamic Range), szybki tryb seryjny oraz możliwość nagrywania filmów w HD.